# Каштру Ван-Дунем, Педру ди
Педру ди Каштру Ван-Дунем (команданте Лой) (порт. Pedro de Castro van Dúnem (Comandante Loy); 9 февраля 1942, провинция Бенго, Португальская Ангола — 23 сентября 1997, Луанда, Ангола) — ангольский государственный деятель, министр иностранных дел Республики Ангола (1989—1992).

## Биография
Участник национально-освободительного движения. В конце 1962 г. был вынужден скрываться от португальских колониальных властей и в январе 1963 г. скрывался в конголезском Леопольдвиле, там же был избран в руководство молодёжного крыла МПЛА.
В 1963—1970 гг. изучал электротехнику в Москве и здесь же прошёл военную подготовку. В 1970 г. становится ответственным за вопросы материального снабжения антиколониальной вооруженной борьбы МПЛА на восточном фронте.
После провозглашения независимости Анголы являлся одним из членов Революционного совета, затем был назначен руководителем аппарата министра обороны.
- 1976—1978 гг. — третий заместитель премьер-министра,
- 1979—1980 гг. — министр по координации территориального развития,
- 1980—1989 гг. — министр энергетики, одновременно — министр нефтяной промышленности (1981—1989),
- 1989—1992 гг. — министр иностранных дел,
- 1993—1996 гг. — председатель Центрального банка Анголы,
- 1996—1997 гг. — министр общественных работ и градостроительства.

В его честь был назван филиал Банка Анголы в Морру Бенту и консорциум «Команданте Лой», занимающийся строительством жилья для ветеранов национально-освободительной войны.